# 28-й армейский артиллерийский полк (СССР, 1980—1989)
28-й армейский артиллерийский полк (28-й аап или в/ч 85615)— воинская часть Сухопутных войск Вооружённых Сил СССР.

## История полка

### Формирование полка
28-й армейский артиллерийский полк сформирован изначально был сформирован как 28-й армейский реактивный артиллерийский полк (28-й реап) в городе Самарканд Узбекской ССР, в период с 12 января по 21 января 1980 года, на основании Директивы Генерального штаба ВС СССР в декабре 1979 года.

Формирование 28-го реап проходило на базе частей 114-й мотострелковой дивизии, г. Самарканд, ТуркВО.
28-й реап формировался из следующих округов:
- Управление и тыловые подразделения - личный состав из 26-й артиллерийской Сивашско-Штеттинской дважды Краснознамённой ордена Суворова дивизии ПрикВО
- 1-й реактивный артиллерийский дивизион — личный состав из ЛенВО.
- 2-й реактивный артиллерийский дивизион — личный состав из Северной группы войск.
- 3-й реактивный артиллерийский дивизион — личный состав из 307-й реактивной артиллерийской бригады — Хемниц, ГСВГ.

Было проведено боевое слаживание и боевые стрельбы. Полк погрузился на 4 эшелона и убыл в г. Кушка Туркменской ССР.
24 февраля 1980 года полк пересек государственную границу СССР и вошёл на территорию Афганистана и с походным охранением в виде мотострелковой роты 5-й гв. мсд был передислоцирован в г. Шинданд провинции Герат (войсковая часть 85615).

### Состав и вооружение полка
Орудия и транспортно-заряжающие машины (ТЗМ) прибыли частью из 904-го реактивного артиллерийского полка г. Дрогобыч Львовской области и частью из базы хранения артиллерийского вооружения в г. Шепетовка Хмельницкой области ПрикВО. 

Вооружение 28-го реап в период по 1 апреля 1986 года:
- 1-й реактивный артиллерийский дивизион (1-й реадн) — 18 ед. БМ-21 «Град» на базе Урал-375Д.
- 2-й реактивный артиллерийский дивизион (2-й реадн) — 18 ед. БМ-21 «Град» на базе Урал-375Д.
- 3-й реактивный артиллерийский дивизион (3-й реадн) — 18 ед. РСЗО 9П140 «Ураган» на базе ЗИЛ-135ЛМ.

1 апреля 1986 года 28-й армейский реактивный артиллерийский полк переформирован в 28-й армейский артиллерийский полк (28-й аап).

Изменился штат полка, численность личного состава и вооружение. В штат полка был добавлен артиллерийский дивизион. 1-й, 2-й и 3-й дивизионы переформированы в пушечные самоходные артиллерийские дивизионы (псадн) и перевооружены на 2С5 «Гиацинт-С».

3-й реадн сохранив своё вооружение изменил внутренний полковой порядковый номер на 4-й реадн.

Состав и вооружение 28-го реап в период по 1 апреля 1986 года:
- Управление полка и подразделения при нём
  - батарея управления
  - ремонтная рота
  - автомобильная рота
  - рота материального обеспечения
  - инженерно-сапёрный взвод
  - комендантский взвод
  - полковой медицинский пункт
  - оркестр
  - клуб
- 1-й пушечный самоходный артиллерийский дивизион (1-й псадн) — 18 ед. 2С5 «Гиацинт-С».
- 2-й пушечный самоходный артиллерийский дивизион (2-й псадн) — 18 ед. 2С5 «Гиацинт-С».
- 3-й пушечный самоходный артиллерийский дивизион (3-й псадн) — 18 ед. 2С5 «Гиацинт-С».
- 4-й реактивный артиллерийский дивизион (4-й реадн) — 18 ед. РСЗО 9П140 «Ураган» на базе ЗИЛ-135ЛМ.

Примечание: 28-й аап стал первой воинской частью в которой были испытаны в боевых условиях орудия 2С5 «Гиацинт-С» и РСЗО «Ураган»

### Дислокация подразделений
28-й реап по определению являлся особой воинской частью который обеспечивал артиллерийскую поддержку воинских частей на уровне Армии (армейский артиллерийский полк). По этой причине в условиях партизанской войны, командованием 40-й ОА боевые подразделения 28-го реап (артиллерийские батареи) были рассредоточены практически по всей территории Афганистана с целью охвата максимально большей территории под артиллерийскую поддержку советских войск на важных участках.

#### Дислокация подразделений 28-го реап
Дислокация подразделений 28-го реап с февраля 1980 года до апреля 1986 года:
- 1-й реадн. Управление дивизиона - Шинданд. 1-й реадн в полном составе оказывал артиллерийскую поддержку подразделениям (артподдержка) 5-й гв.мсд.
  - 1-я реактивная артиллерийская батарея (1-я реабатр) — Шинданд
  - 2-я реабатр — Шинданд
  - 3-я реабатр — Шинданд
- 2-й реадн. Управление дивизиона - Джелалабад
  - 4-я реабатр — Лашкаргах. Артподдержка 22-й обрспн.
  - 5-я реабатр — Джелалабад. Артподдержка 66-й омсбр
  - 6-я реабатр — Газни. Артподдержка 191-го отдельного мотострелкового полка
- 3-й реадн. Управление дивизиона - Шинданд
  - 7-я реабатр — Кабул. В подчинении Начальника Артиллерии 40-й Армии.
  - 8-я реабатр — Кандагар. Артподдержка 70-й гв.омсбр.
  - 9-я реабатр — Шинданд. Артподдержка 5-й гв.мсд.

#### Дислокация подразделений 28-го аап
В апреле 1986 года с переформированием и перевооружением 28-го реап в 28-й аап дислокация артиллерийских батарей изменилась:
- 1-й псадн. Управление дивизиона - Кандагар.
  - 1-я пушечная самоходная артиллерийская батарея (1-я псабатр) — Лашкаргах. Артподдержка 22-й обрспн.
  - 2-я псабатр — Кандагар. Артподдержка 70-й гв.омсбр.
  - 3-я псабатр — Кандагар. Артподдержка 70-й гв.омсбр.
- 2-й псадн. Управление дивизиона - Кабул
  - 4-я псабатр — Кабул. В распоряжении Начальника Артиллерии 40-й Армии.
  - 5-я псабатр — Джелалабад. Артподдержка 66-й омсбр.
  - 6-я псабатр — Кабул. В распоряжении Начальника Артиллерии 40-й Армии.
- 3-й псадн. Управление дивизиона - Шинданд. 3-й псадн в полном составе оказывал артподдержку 5-й гв.мсд.
  - 7-я псабатр — Герат.
  - 8-я псабатр — Шинданд.
  - 9-я псабатр — Шинданд.
- 4-й реадн. Управление дивизиона - Кабул
  - 10-я реабатр — Кабул. В распоряжении Начальника Артиллерии 40-й Армии.
  - 11-я реабатр — Кандагар. Артподдержка 70-й омсбр.
  - 12-я реабатр — Баграм. В распоряжении Начальника Артиллерии 40-й Армии.

### Боевая деятельность полка

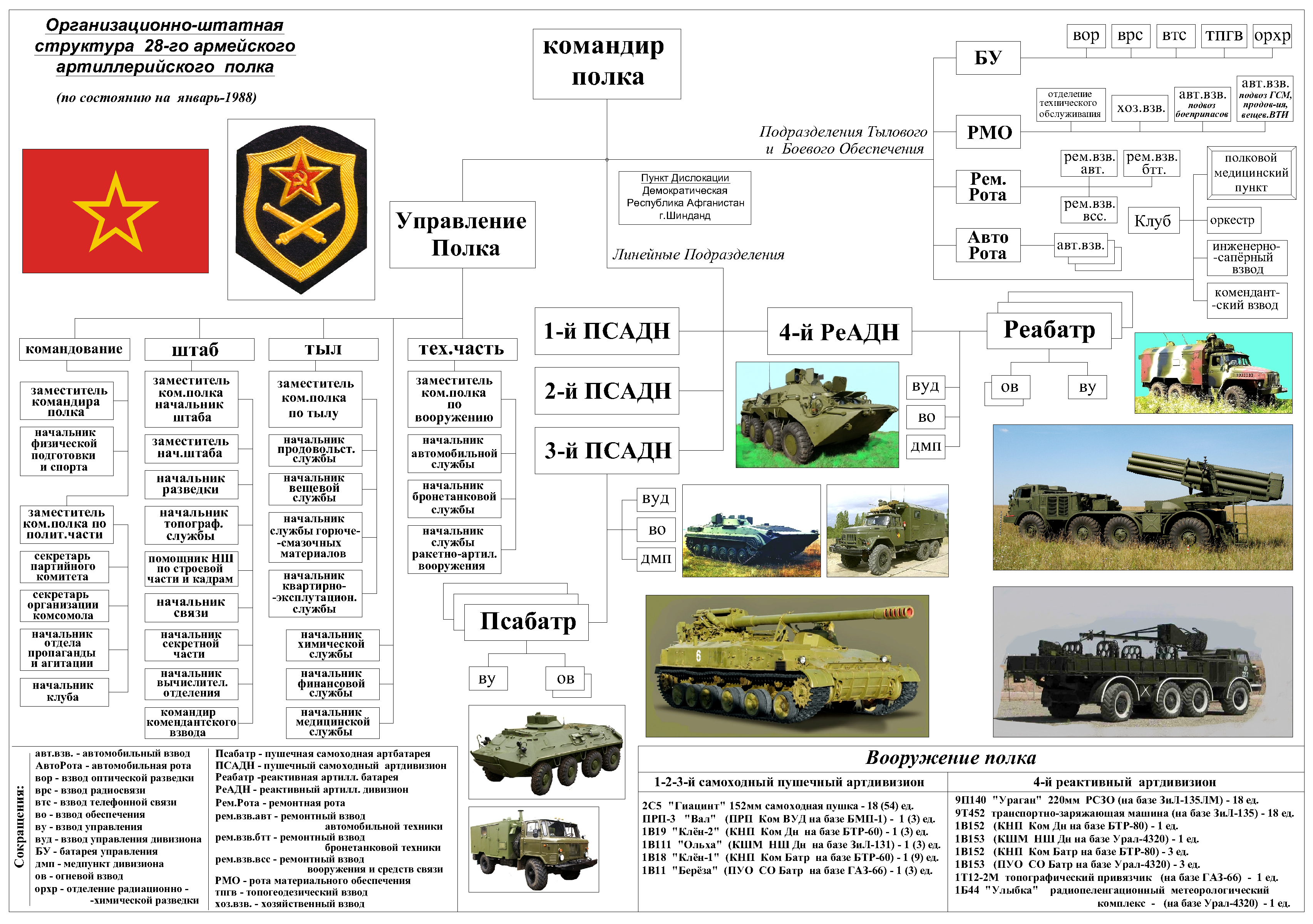
Организационно-штатная структура 28-го армейского артиллерийского полка на январь 1988 года (неофициальная)

28-й реап/28-й аап в составе дивизионов или побатарейно в период с мая 1980 года по январь 1989 года участвовал в проведении всех боевых операций, проводимых штабом 40-й армии.
Батареи полка поддерживали боевые действия полков 5-й гв.мсд, 108-й мсд,  201-й мсд, 103-й гв.вдд, батальонов 56-й одшбр, 66-й омсбр, 70-й  омсбр, групп специального назначения 15-й и 22-й обрспн и отдельных полков - 345-го гв.опдп, 191-го омсп и 860-го омсп. Батареи участвовали в реализации разведданных путём нанесения внезапных артиллерийских ударов по позициям афганских моджахедов и их базам. Дистанционно минировали местность на путях движения караванов и путей подхода к пунктам временной дислокации советских войск.

### Вывод полка и его расформирование
28-й армейский артиллерийский полк с территории ДРА выводился частями. Большая часть полка была выведена до 14 августа 1988 года.

Последние подразделения полка (11-я и 12-я реабатр) были оставлены для артиллерийской поддержки выводящихся воинских частей и вышли на территорию СССР только 9 февраля 1989 года.

...Во многом благодаря работе «Ураганов» успешно прошёл вывод советских войск из Кандагара в августе 1988 года. Огневая поддержка вывода войск из Кандагара и прилегающих территорий продолжалась сутки с лишним, силами нескольких боевых машин (транспортно-заряжающие машины без остановки подвозили им с артскладов новые ракеты). Когда досылатели снарядов транспортно-заряжающих машин ломались, загрузку стволов пусковых установок производили вручную. Весь 28-й реактивный артиллерийский полк был выведен из Шинданда, кроме двух батарей «Ураганов». Они были оставлены на двух заставах: в Шинданде и Герате, для поддержки десантно-штурмовых батальонов и других родов войск.

Был момент (зимой 1988-1989 гг.), когда часть находившихся в Афганистане «Ураганов» предполагалось передать афганским правительственным войскам. Но затем посчитали, что нет гарантии того, что «Ураган» не попадёт в руки «душманов», а далее и в руки ЦРУ. Вывели последние «Ураганы» из Афганистана в самом конце войны — 9-11 февраля 1989 года в Кушку. Оттуда, погрузив на железнодорожные платформы, отправили в Брянск...— Реактивная система залпового огня 9К57 "Ураган"
С 25 февраля 1989 года 28-й армейский артиллерийский полк переформирован в 28-й реактивно-артиллерийский полк, войсковая часть 36743. Дислоцировался в г.Каттакурган Самаркандской области Узбекской ССР. В составе полка сформированы 3 реактивных артиллерийских дивизиона (реадн) БМ-21 «Град».
28-й реактивно-артиллерийский полк расформирован на основании директивы ГенШтаба ВС СССР в декабре 1989 года.

Днём рождения полка считается 6 мая 1980 года. Это дата вручения Боевого знамени и Грамоты Президиума Верховного Совета СССР.

### Потери
Безвозвратные потери личного состава 28-й реап/28-й аап по годам составили:
- 1980 год — 1 человек
- 1981 год — 1
- 1983 год — 2
- 1984 год — 2
- 1985 год — 3
- 1986 год — 6
- 1987 год — 3
- 1988 год — 4

Всего: 22 человека.

### Командиры
Список командиров 28-го аап:
- Кулешов, Евгений Григорьевич — 1980 — 1981
- Ильин, Борис Михайлович — 1981 — 1982
- Котов, Николай Павлович — 1982 — 1983
- Рогозин, Виктор Фёдорович — 1983 — 1985
- Сердитов, Виталий Александрович — 1985 — 1986
- Макаров, Геннадий Николаевич — 1986 — 1989

## См.также
- Афганская война (1979-1989)
- 40-я Армия
- Афганские моджахеды